# 1971-es jégkorong-világbajnokság
Az 1971-es jégkorong-világbajnokság a 38. világbajnokság volt, amelyet a Nemzetközi Jégkorongszövetség szervezett. A vb-ken a csapatok három szinten vettek részt. A világbajnokságok végeredményei alapján alakult ki az 1972-es jégkorong-világbajnokság csoportjainak mezőnye.

## A csoport
1–6. helyezettek
- Szovjetunió – Világbajnok
- Csehszlovákia
- Svédország
- Finnország
- NSZK
- Egyesült Államok – Kiesett a B csoportba

## B csoport
7–14. helyezettek
- Svájc – Feljutott az A csoportba
- Lengyelország
- NDK
- Norvégia
- Jugoszlávia
- Japán
- Ausztria – Kiesett a C csoportba
- Olaszország – Kiesett a C csoportba

## C csoport
15–22. helyezettek
- Románia – Feljutott a B csoportba
- Franciaország – Feljutott a B csoportba
- Magyarország
- Nagy-Britannia
- Bulgária
- Dánia
- Hollandia
- Belgium